# Мендзихуд (гміна)
Гміна Мендзихуд (пол. Gmina Międzychód) — місько-сільська гміна у північно-західній Польщі. Належить до Мендзиходського повіту Великопольського воєводства.
Станом на 31 грудня 2011 у гміні проживало 18625 осіб.

## Територія
Згідно з даними за 2007 рік площа гміни становила 307.24 км², у тому числі:
- орні землі: 37.00%
- ліси: 51.00%

Таким чином, площа гміни становить 41.71% площі повіту.

## Населення
Станом на 31 грудня 2011:
| Опис     | Загалом | Загалом | Чоловіки | Чоловіки | Жінки | Жінки |
| -------- | ------- | ------- | -------- | -------- | ----- | ----- |
| одиниця  | осіб    | %       | осіб     | %        | осіб  | %     |
| все      | 18625   | 100     | 9206     | 49.43    | 9419  | 50.57 |
| міське   | 10915   | 100     | 5245     | 48.05    | 5670  | 51.95 |
| сільське | 7710    | 100     | 3961     | 51.37    | 3749  | 48.63 |

## Сусідні гміни
Гміна М'єндзихуд межує з такими гмінами: Дрезденко, Квільч, Львувек, Медзіхово, Пшиточна, Пщев, Серакув, Сквежина.